# Maurice Bonham Carter
Pour les articles homonymes, voir Bonham Carter.
Maurice Bonham-Carter (11 octobre 1880 - 7 juin 1960) est un homme politique libéral anglais, fonctionnaire et joueur de cricket de première classe. Il est le principal secrétaire privé de Herbert Henry Asquith quand il est premier ministre de 1910 à 1916 et occupe ensuite d'autres postes gouvernementaux. Il joue au cricket pour l'Oxford University Cricket Club au début du XXe siècle. L'actrice Helena Bonham Carter est sa petite-fille. 

## Jeunesse
Bonham-Carter, qui est largement connu sous le surnom de «Bongie», est né à Kensington, Londres, le 11 octobre 1880. Il est le onzième enfant de Sibella Charlotte Norman et Henry Bonham-Carter. Il est le frère du général Charles Bonham-Carter (en) et de l'avocat Sir Edgar Bonham-Carter (en). 
Il fait ses études au Winchester College et au Balliol College d'Oxford. Il est un batteur droitier et un gardien de guichet pour le club de cricket de l'Université d'Oxford, jouant treize fois pour le côté dans des matchs de cricket de première classe entre 1901 et 1902. Il reçoit son bleu de cricket en 1902. Son score le plus élevé en cricket de première classe est de 86 pour Oxford contre le XI de HDG Leveson Gower aux parcs en 1902. Bonham-Carter joue également un match de première classe pour le Kent County Cricket Club en 1902.

## Carrière
Il est appelé au barreau de Lincoln's Inn en 1909. Entre 1910 et 1916, Bonham-Carter est le principal secrétaire privé du premier ministre Herbert Henry Asquith alors premier ministre. Il voyage à travers le pays avec Asquith au début de la Première Guerre mondiale et accompagne le Premier ministre lorsqu'il visite la ligne de front à Ypres en 1915. Il visite également l'Italie et, après le soulèvement de Pâques, l'Irlande avec Asquith en 1916. Quand Asquith est remplacé comme Premier ministre par David Lloyd George en 1916, Bonham-Carter devient secrétaire adjoint du ministère de la Reconstruction puis, en 1918, rejoint le ministère de l'Air et le Conseil des transports routiers. 
Il devient une figure de proue du Parti libéral britannique et est un «fervent partisan des nouvelles idées et des personnalités imaginatives». Il est associé dans une société de courtage. Il occupe également un certain nombre de mandats d'administrateur d'entreprises dans des sociétés telles que: Aero Engine Ltd, Alpha Cement Ltd, Earls Court Ltd, Blackburn Aircraft, Hanworth Securities Ltd, Scophony Ltd, Power Jets et est un associé des banquiers marchands OT Falk and Partners et des agents de change Buckmaster & Moore. 
Bonham-Carter est fait Chevalier Commandeur de l'Ordre du Bain (KCB) en 1916 dans les honneurs de démission d'Asquith et dans les honneurs d'anniversaire de 1917 est fait Chevalier Commandeur de l'Ordre Royal Victorien (KCVO). 

## Vie privée
Le 30 novembre 1915, il épouse Violet Asquith. Comme elle devient plus tard pair à vie, lui et sa femme sont l'un des rares couples qui détiennent tous deux des titres à part entière. Ensemble, ils ont quatre enfants: 
- (Helen Laura) Cressida Bonham-Carter (1917–1997), qui épouse Jasper Ridley.
- Laura Grimond (1918–1994), qui épouse Jo Grimond.
- Mark Bonham Carter (1922–1994)
- Raymond Bonham Carter (1929-2004)

Il meurt en 1960 à l'âge de 79 ans et est inhumé dans le cimetière de l'Église St Andrew de Mells dans le Somerset. 
Par sa fille aînée Cressida, il est le grand-père d'Adam Ridley (en). Par l'intermédiaire de son fils aîné Mark, il est grand-père de Jane Bonham Carter, baronne Bonham Carter de Yarnbury, l'épouse de Tim Razzall, baron Razzall. Grâce à son plus jeune fils Raymond, il est grand-père d'Helena Bonham Carter et Edward Bonham Carter.